# افسو
افسو (به فرانسوی: Afsou) یک کمون در مراکش است که در استان ناظور واقع شده‌است. افسو ۳٬۴۱۳ نفر جمعیت دارد.